# 陈莲笙
陈莲笙（1917年10月25日—2008年10月29日），原名吴良叙，男，上海人，中国道士，曾任中国道教协会副会长、上海市道教协会会长、上海城隍庙住持。

## 生平
陈莲笙5岁时过继给姨父、正一派知名道士陈荣庆为子，7岁起学道，曾跟随朱道垣、张村甫等道士学习。1934年，18岁的他成为上海道教界最年轻的法师。次年由正一派六十三代天师张恩溥颁授“三五都功经箓”而成为正一派高道。1940年由保安司徒庙聘为“高功”。1947年出任新成立的上海市道教会理事。
中华人民共和国成立后陈莲笙于1956年出任上海市道教协会筹委会秘书长。次年出任中国道教协会首届理事会理事。文化大革命期间被迫离庙参加生产劳动。文革结束后再次任中国道教协会理事、上海市道教协会筹委会秘书长。1985年上海市道教协会正式成立后任副会长，1990年升任会长。1992年当选中国道教协会副会长。1993年出任上海道学院院长。1999年起任上海市道教协会名誉会长。次年升座为上海城隍庙住持。
他还是第七届上海市政协委员，第八、九届政协常委。2008年10月在上海瑞金医院逝世，享年92岁。